# رسالة في قصر مسكون
رسالة في قصر مسكون (بالإنجليزية: Message in a Haunted Mansion)‏ هي اللعبة الثالثة من سلسلة ألعاب كمبيوتر نانسي درو من إنشاء هير إنتراكتيف، وصدرت عام 2000. سبقتها ترقب الخطر وتلتها كنز في البرج الملكي. تجري أحداثها في سان فرانسيسكو، كاليفورنيا. وهي مبنية على الرواية#122 في قصص غموض نانسي درو، الرسارة في القصر المسكون.

## ملخص الحبكة
نانسي تساعد روز، صديقة مدبرة منزل نانسي، وتستقر في قصر فيكتوري قديم في سان فرانسيسكو الذي تحوله إلى سرير وفطور. ولكن، هناك ضيوف آخرين غير مدعويين، زوار من الماضي، أرواح تريد المكان لنفسها. حوادث غريبة تبطأ عملية الترميم، وتحاول نانسي معرفة من أو ما الذي يحاول إخافة الجميع. لكن نانسي تشتبه في وجود قوة أخرى أثناء العمل: الجشع.

## الشخصيات
- روز غرين -- صديقة هانا غريين التي دعت نانسي لتساعدها في أعمال ترميم قصرها الفيكتوري. وهي تخطط لفتح سرير وفطور مع صديقتها وشريكتها. مع ذلك، عدة حوادث جعلتها تقلق بشأن قدرتها على فتحه في الوقت المناسب. وهي تستثمر مدخرات حياتها على المكان.
- أبي سيدريس -- صديقة روز التي ساعدتها على شراء القصر في مزاد علني. هي روحية للغاية وتؤمن بالأشباح. عند نقطة في اللعبة، قامت بجلسة استحضار أرواح. هي تصر على أن البيت مسكون وتأمل في الإعلان عن ذلك.
- تشارلي مرفي -- عامل شاب يساعد روز في الترميم. هو عدبم الخبرة وغير مرتاح لحصول الحوادث. يمكن العثور عليه في القبو في أغلب الوقت.
- لويس تشاندلر -- لويس تاجر تحف في منتصف العمر يدير ديكور تصميمات تشاندلر وهو متخصص في الفترة الفيكتورية. يعمل في المكتبة، وهو يساعد روز في اختيار الديكورات الأصيلة. وهو يدعي عدم معرفتة أي شيء عن القصر.

### أصدقاء الهاتف
- هانا غريين—مدبرة عائلة درو التي أرسلت نانسي إلى القصر لمساعدة صديقتها روز.
- بيس مارفن وجورج فاين—صديقتي نانسي المفضلتين.

## الممثلين
- لاني مينيلا -- نانسي درو
- جينيس بايج -- روز غرين
- فاليري موزلي -- أبي سيديريس
- سكوت كارتي -- تشارلي مورفي
- بريان هارغوس -- لويس تشاندلر
- مايا مككارثي -- هانا غرايين
- شانون كب -- إميلي فوكسوورث
- كايتي ديني -- بيس مارفن
- ليندساي نيومان -- جورج فاين

## الفرص الثانية
خلال اللعبة وغيرها من ألعاب كمبيوتر نانسي درو، هناك عدد من الأخطاء التي يمكنك القيام بها، كالسقوط عن الدرج وإشعال النار في شيء ما. يمكن استخدام خيار «الفرصة الثانية» لتصحيح هذه الأخطاء. وهذه قائمة من الأخطاء التي يمكن اقترافها في هذه اللعبة:
- فك الثريا أكثر من مما يلزم بحيث تقع وتنكسر.
- عدم اخماد النار في الوقت المناسب.
- عبور الممر السري بدون مصباح.
- قضاء وقت طويل على حقيبة لويس والقبض عليك.
- إخبار لويس بأنك وجدت «غام بو فو» في كتاب بدلاً من مجلة.
- البقاء في غرفة أبي بعد الساعة 6 مساءً والقبض عليك.
- ترك الجاني يهرب.

## وصلات خارجية
- رسالة في قصر مسكون على موقع IMDb (الإنجليزية)

رسالة في قصر مسكون من هير إنتراكتيف
| سبقه ترقب الخطر | ألعاب نانسي درو 1998-الآن | تبعه كنز في البرج الملكي |